# 1670年代
1670年代（せんろっぴゃくななじゅうねんだい）は、西暦（グレゴリオ暦）1670年から1679年までの10年間を指す十年紀。

## できごと
- アイザック・ニュートンとゴットフリート・ライプニッツが独立に微分を発見。

### 1670年
- 箱根芦ノ湖に箱根用水（深良用水）が完成。
- ロシア：ステンカ・ラージンの乱（ - 1671年）。
- カナダ：ハドソン湾会社設立。現存する最古の会社。

### 1671年
- 陸奥仙台藩のお家騒動・伊達騒動の中心となる寛文事件発生。
- ジョヴァンニ・カッシーニが土星の衛星イアペトゥスを発見。
- 博物学者ジョン・レイが、蟻酸の単離に成功。

### 1672年
- 第三次英蘭戦争 （-1674年）。
- フランス：オランダ侵略戦争（ - 1678年）。
- ジョヴァンニ・カッシーニが土星の衛星レアを発見。

### 1673年
- 日本：元号を延宝に改元。
- 三井高利が呉服店「越後屋」を開業（現在の三越の原点）。
- 錦帯橋が完成（1674年に流失、同年再建）。
- 中国：三藩の乱起こる（ - 1681年）。

### 1674年
- 日本：寛永通宝4貫＝金一両と定め、古銭の通用を停止する。江戸市中の非人を改める。
- アントニ・ファン・レーウェンフックが細菌を発見。

### 1675年
- スウェーデン（バルト帝国）：スコーネ戦争、スウェーデン・ブランデンブルク戦争（ - 1679年）。
- イギリス：グリニッジ天文台完成。
- パリに世界で最初のカフェができる。
- ジョヴァンニ・カッシーニが土星の環が複数の輪で構成されていることを発見。

### 1676年
- 加賀藩が日本庭園「蓮池庭（れんちてい）」（後の兼六園）を造園。
- オーレ・レーマーが初めて光速度を測定。

### 1677年
- 美濃郡上藩の農民、江戸に越訴。郡上藩、増徴派と減租派の家中騒動始まる（延宝郡上一揆）。

### 1678年
- フランスの宣教師ルイ・エヌパン（英語版）がナイアガラ滝を訪れる（これがヨーロッパ人がナイアガラ滝を訪れた最初だとされる）。
- フランスとオランダがナイメーヘンの和約（オランダ侵略戦争）。

### 1679年
- 越後高田藩にてお家騒動（越後騒動）。
- みなみじゅうじ座（南十字星）が単独の星座として設定される。